# Гербы районов Республики Карелия
Республика Карелия включает в себя 16 муниципальных районов. Три из них имеют статус национального: Калевальский, Олонецкий и Пряжинский районы.
| Герб | Наименование                 | Дата утверждения      | Номер в ГГР |
| ---- | ---------------------------- | --------------------- | ----------- |
|      | Герб Беломорского района     | 18 сентября 2019      | 12589       |
|      | Герб Калевальского района    | 17 октября 2019 года  | 13252       |
|      | Герб Кемского района         | 30 апреля 2013        | 8398        |
|      | Герб Кондопожского района    | 23 октября 2019       | 13250       |
|      | Герб Лахденпохского района   | 10 октября 2019 года  | 12682       |
|      | Герб Лоухского района        | 26 июня 2013 года     | 8544        |
|      | Герб Медвежьегорского района | 22 мая 2018 года      | 11892       |
|      | Герб Муезерского района      | 20 ноября 2019 года   |             |
|      | Герб Олонецкого района       | 24 апреля 2013 года   | 8402        |
|      | Герб Питкярантского района   | 30 ноября 2016 года   | 11198       |
|      | Герб Прионежского района     | 24 декабря 2019 года  | 12673       |
|      | Герб Пряжинского района      | 21 августа 1998 года  |             |
|      | Герб Пудожского района       | 21 декабря 2018 года  | 12188       |
|      | Герб Сегежского района       | 30 октября 2019 года  | 12756       |
|      | Герб Сортавальского района   | 31 августа 2006 года  | 2223        |
|      | Герб Суоярвского района      | 28 сентября 2017 года | 11621       |